# CMTM3
CMTM3‏ (CKLF like MARVEL transmembrane domain containing 3) هوَ بروتين يُشَفر بواسطة جين CMTM3 في الإنسان.